# Alix Olson
Alix L. Olson (1975) es una poeta estadounidense que trabaja exclusivamente con la palabra hablada. Utiliza su trabajo para abordar cuestiones de capitalismo, racismo, sexismo, homofobia, heterosexismo, misoginia y patriarcado. Se identifica como una feminista queer.

## Trayectoria
Olson nació en Bethlehem, Pensilvania en 1975, hija de profesores con mentalidad política.
En los veranos de 2011 y 2012, Olson fue profesora en el Instituto Juniper para Escritores Jóvenes de la Universidad de Massachusetts Amherst, en el CSU Summer Arts en la  Universidad Estatal de California en Fresno, California, y en el Centro Eleanor Roosevelt en Liderazgo de mujeres jóvenes de Val Kill.
En 1997, Olson comenzó a actuar en el Nuyorican Poets Café, donde ayudó a desarrollar el equipo de poesía nuyorican de 1998. Junto a sus compañeros del equipo nuyorican Lynne Procope, Steve Colman y Guy LeCharles González ganaron el campeonato Nacional de Poesía Slam de 1998 en Austin, Texas. Soft Skull Press publicó Burning Down the House, una antología que mostraba poesía de Olson y sus compañeros de equipo y poesía de Roger Bonair-Agard, el entrenador del equipo Nuyorican de 1998. En 1999, Olson venció a Stacey Ann Chin en un slam off, dándole el título de campeona de OUTWRITE slam. Olson grabó y publicó tres CD de palabra hablada: Built Like That (2001), Independence Meal (2004) y Protagonist (2014). Ella fue el tema del documental Left Lane: On the Road con la poeta popular Alix Olson, que se estrenó en 2004. En junio de 2006, Olson fue coanfitriona de la sexta edición anual de los premios Outmusic con Ari Gold en Knitting Factory en Rochester, Nueva York.
Es editora de Word Warriors: 35 Women Leaders in the Spoken Word Revolution con un prólogo de Eve Ensler, una antología de palabra hablada publicada en 2007, que incluye aportaciones de Patricia Smith, Eileen Myles, Suheir Hammad, Staceyann Chin, Cristin. O'Keefe Aptowicz, Lynn Breedlove, Michelle Tea y otros. Se hace referencia al poema de Olson "Warrior" en el libro Fight like a Girl: How to be a Fearless Feminist de Megan Seely.
El trabajo de Olson ha aparecido en NPR, Def Poetry Jam de HBO, el programa de radio Air America de Rachel Maddow, The New York Times, The Washington Post, la revista Curve, la revista Girlfriends, The Advocate, la revista Out y Lesbian Review of Books.  y otros medios de comunicación. Ha aparecido en las portadas de Lambda Book Report, Lavender Lens, la revista Velvet Park, y la revista Ms. Ha hablado ante la Organización Nacional de Mujeres, GenderPAC, la Cumbre Lésbica y festivales de poesía en varios países. En 2004, actuó en March for Women's Lives en Washington D. C..
Olson es profesora asistente de estudios de la mujer, género y sexualidad en el Oxford College de la Universidad Emory en Oxford, Georgia.

## Obra
- Word Warriors: 35 Women Leaders in the Spoken Word Revolution, Seal Press, 2007[11]
- Burning Down the House, Soft Skull Press, 2003[11]

## Reconocimientos
- 1998: Campeón Nacional de Poesía Nuyorican Slam, Austin, Texas.[11]
- 1999: OUTWRITE campeona de slam[11]
- 2000: Beca de la Fundación para las Artes de Nueva York[11]
- 2002: Tres veces nominada a "Artista-Activista Destacada" en los premios OUTMusic Awards[12]
- 2003: Rape Crisis «Premio Visionario» junto con Margaret Cho y Nobuko Oyabu[12]
- 2004: «Mejor activista» (junto con MoveOn) como parte de la «Hott List» de la revista Venus y OutMusician of the Year por OutMusic por la excelencia en expresión artística y activismo comunitario LGBT.[12]
- 2011: Beca de viaje para ciencias políticas de la Universidad de Massachusetts Amherst.[11]
- 2012: Ayudante de investigación como parte del Programa de Iniciativa de Investigación para Graduados y el «Premio a la Enseñanza de Elección de Estudiantes» de la Universidad de Massachusetts Amherst.[11]
- 2013: Beca del Centro de Investigación sobre Familias y Premio a la Enseñanza Distinguida, Universidad de Massachusetts Amherst.[11]
- 2016: Premio Christian Bay a la Nueva Ciencia Política.[11]
- Olson recibió el premio Barbara Deming y le ofrecieron una beca Hedgebrook, que ella rechazó.[11]

## Discografía
- 2001: Built Like That
- 2003: Independence Meal
- 2014: Protagonist